# Бутрагеньо, Эмилио
Эми́лио Бутраге́ньо Са́нтос (исп. Emilio Butragueño Santos, 22 июля 1963, Мадрид) — испанский футболист 1980—1990-х годов, центральный нападающий мадридского «Реала», игрок сборной Испании, участник двух чемпионатов мира. 
Среди болельщиков имел прозвище «Стервятник» от испанского El Buitre. Игра Эмилио — с выжиданием опасного момента, который можно превратить в гол, — напоминала игру хищной птицы. Появившись в «сливочных» в 1984 году, Эмилио был яркой фигурой вплоть до 1995 года, когда Бутрагеньо перешёл в состав «Атлетико Селайя», в котором провёл 3 сезона.
В 1980-х годах Бутрагеньо играл вместе со знаменитым футболистом сборной Мексики — Уго Санчесом. Одним из партнёров Эмилио был Мичел. Всего за «Реал» Бутрагеньо провёл 460 матчей и забил 171 мяч. С 1984 по 1992 Бутрагеньо выступал за сборную Испании. Участник чемпионатов мира по футболу 1986 и 1990. Последний на данный момент футболист, забивший ровно 4 мяча в матче чемпионата мира (18 июня 1986 года, матч 1/8 финала против Дании). Участник чемпионата Европы по футболу 1988. Обладатель Кубка УЕФА 1985 и 1986 годов. Чемпион Испании 1986, 1987, 1988, 1989, 1990, 1995 годов.
Снялся в 5 фильмах, в которых играл самого себя. Директор по институциональным отношениям клуба «Реал» Мадрид.

## Клубная карьера
В 1981 году опытный Бутрагеньо присоединился к молодёжной системе "Реала" из его родного Мадрида, играя сначала за резерв, прежде чем дебютировать за основной состав при Альфредо Ди Стефано 5 февраля 1984 года в матче против «Кадиса». В том матче он дважды забил и отдал голевую передачу для третьего гола после того, как «Реал» проигрывал (0:2). 12 декабря того же года он дебютировал в европейских соревнованиях, внеся свой вклад хет-триком в победу в триумфальном матче, когда «Реал» разгромил «Андерлехт» со счетом 6:1 в третьем раунде Кубка УЕФА (после проигрыша в первом матче 0:3 в Брюсселе). Эта победа стала важным шагом к общему триумфу «сливочных» в сезоне 1984/85.

## Статистика по сезонам
| Сезон   | Клуб           | Чемпионат | Чемпионат | Кубок | Кубок | Континент. | Континент. | Другое | Другое |
| Сезон   | Клуб           | Игры      | Голы      | Игры  | Голы  | Игры       | Голы       | Игры   | Голы   |
| ------- | -------------- | --------- | --------- | ----- | ----- | ---------- | ---------- | ------ | ------ |
| 1983/84 | Реал Мадрид    | 10        | 4         | 0     | 0     | 0          | 0          | 2      | 2      |
| 1984/85 | Реал Мадрид    | 29        | 10        | 2     | 0     | 11         | 4          | 2      | 0      |
| 1985/86 | Реал Мадрид    | 31        | 10        | 6     | 2     | 12         | 2          | 0      | 0      |
| 1986/87 | Реал Мадрид    | 35        | 11        | 3     | 3     | 7          | 5          | 0      | 0      |
| 1987/88 | Реал Мадрид    | 32        | 12        | 3     | 1     | 8          | 2          | 2      | 1      |
| 1988/89 | Реал Мадрид    | 33        | 15        | 6     | 2     | 8          | 4          | 0      | 0      |
| 1989/90 | Реал Мадрид    | 32        | 10        | 6     | 2     | 2          | 2          | 2      | 2      |
| 1990/91 | Реал Мадрид    | 35        | 19        | 2     | 0     | 4          | 4          | 0      | 0      |
| 1991/92 | Реал Мадрид    | 35        | 14        | 6     | 4     | 9          | 1          | 0      | 0      |
| 1992/93 | Реал Мадрид    | 34        | 9         | 3     | 1     | 6          | 1          | 0      | 0      |
| 1993/94 | Реал Мадрид    | 27        | 8         | 2     | 1     | 4          | 2          | 0      | 0      |
| 1994/95 | Реал Мадрид    | 8         | 1         | 0     | 0     | 4          | 0          | 0      | 0      |
| 1995/96 | Атлетико Селая | 34        | 17        | 0     | 0     | 0          | 0          | 0      | 0      |
| 1996/97 | Атлетико Селая | 26        | 2         | 0     | 0     | 0          | 0          | 0      | 0      |
| 1997/98 | Атлетико Селая | 31        | 10        | 0     | 0     | 0          | 0          | 0      | 0      |

## Достижения

### Командные
Реал Мадрид
- Чемпион Испании (6): 1986, 1986/87, 1987/88, 1988/89, 1989/90, 1994/95
- Обладатель Суперкубка Испании (3): 1988, 1990, 1993
- Обладатель Кубка лиги Испании: 1985
- Обладатель Кубка Испании (2): 1988/89, 1992/93
- Обладатель Кубка УЕФА (2): 1985, 1986

### Личные
- Обладатель трофея Браво (2): 1985, 1986
- Лучший бомбардир чемпионата Испании: 1991 (19 голов)
- Обладатель «Серебряной бутсы» чемпионата мира: 1986[3]
- Golden Foot: 2022 (в номинации «Легенды футбола»)
- Входит в список ФИФА 100